# 西岡良洋
西岡 良洋（にしおか よしひろ、1961年6月28日 - ） は、大阪府堺市北区出身の元プロ野球選手（外野手）・コーチ、解説者。

## 経歴
田辺高校では1年夏に3年生エース・木下透を擁して県大会優勝、紀和大会で先発出場するも智弁学園の山口哲治に抑えられて敗退。3年では外野手兼控え投手として、双子の兄である西岡良展（早大→住金→NOMOベースボールクラブバッテリーコーチ）らと共に、1979年の夏の県大会準決勝に進む。田辺商と対戦し、この試合では救援投手として兄弟でバッテリーを組むも敗退。この年は県大会を勝ち抜いた箕島高が甲子園春夏連覇を果たしている。
1979年オフに、ドラフト外で西武ライオンズに入団。
最初の2年間は二軍で過ごし、3年目の1982年から一軍で外野手として起用される。解説者の野村克也から「日本一の肩」と評された程の強肩を武器に活躍し、広岡達朗監督からは広橋公寿と共に左投手専門打者として起用される。相手が左投手の時に無類の強さを発揮し、「左殺しの西岡」と呼ばれる。1983年の日本シリーズでは、第7戦の途中から田淵幸一に代わって4番として出場。そのまま所沢移転後初の日本一連覇の瞬間をグラウンド上で迎えた。1984年には中堅手、左翼手として63試合に先発出場。阪神タイガースとの対戦となった1985年の日本シリーズでは、シリーズ史上最多入場者数を記録した第4戦に8回表から出場。9回表には福間納からレフトラッキーゾーンへ決勝2ラン本塁打を放ち、チームのシリーズ成績を2勝2敗に持ち込んだ。試合後の勝利監督インタビューで広岡は「彼（西岡）は思い切りのいい選手なので、何か期待はしていたんですけどね」と絶賛したが、第5戦の4回表の2-4で迎えた1死満塁の場面で金森栄治の代打で起用されたものの、前日の試合で決勝本塁打を放った福間に遊ゴロ併殺打に打ち取られ、チームは2-7で敗れた（結局は阪神が第6戦で日本一を達成）。
1986年には規定打席未到達ながらゴールデングラブ賞を受賞。1988年にはアキレス腱断裂の重傷を負い、シーズンを棒に振る。
1989年オフに鹿取義隆との交換トレードで読売ジャイアンツに移籍。前年に左投手に8完封を喫していたチームにあって、1990年は対左投手に.299、4本塁打と活躍（対右投手は35打数2安打.057、0本塁打）し、リーグ優勝に貢献した。また、原辰徳、ウォーレン・クロマティ、吉村禎章と守備に不安の多い外野陣だったため、守備固めでも多く起用された。
その後は、毎年打撃成績が下降し、1993年には守備固めや代走での出場が多くなった。1994年は、6月17日に同じ右打ちの外野手として岸川勝也がトレードで入団し、西岡は、6月12日の対中日戦を最後に試合に出場することはなかった。同年オフ、かつての恩師である広岡がGMを務める千葉ロッテマリーンズに金銭トレードで移籍。開幕直後は代打要員として起用されたが、打率が1割を切る状況になったことから二軍へ降格。以降は一軍に昇格することなく、同年限りで現役を引退。一軍公式戦の1000試合出場まで、残り8試合に迫りながらの引退であった。
引退後はロッテ（1996年二軍育成コーチ）、西武（1997年 - 2001年二軍打撃コーチ）、巨人（2002年 - 2003年, 2006年一軍外野守備・走塁コーチ→2007年一軍守備・走塁コーチ→2008年二軍外野守備・走塁コーチ→2009年 - 2011年フロント）、横浜（2004年 - 2005年一軍外野守備・走塁コーチ）でコーチ・フロントを歴任。巨人コーチ時代の2002年には西武時代のチームメイトだった工藤公康・清原和博、かつてのトレード相手だった鹿取義隆ヘッドコーチらと共に、古巣の西武相手に4戦全勝で日本一を経験した。
2012年からは東京都港区赤坂で焼肉レストラン「楪（ゆずり）」を経営し、2013年10月8日にTBS系列で放送された特別番組『俺たちはプロ野球選手だった』では、オーナーでありながら店内の接客から仕出し（焼肉弁当）の仕込みまでほぼ1人でこなす西岡の近況が、本人への密着取材や家族（妻と娘）の証言を交えながら紹介された。2016年に店名を「にしおか」に改称すると、2017年4月には新宿区歌舞伎町へ移転し、2018年11月に譲渡退店。
2016年からは沖縄県那覇市でも焼肉店「肉割烹29」を経営している。

## 詳細情報

### 年度別打撃成績
| 年 度     | 球 団     | 試 合 | 打 席 | 打 数 | 得 点 | 安 打 | 二 塁 打 | 三 塁 打 | 本 塁 打 | 塁 打 | 打 点 | 盗 塁 | 盗 塁 死 | 犠 打 | 犠 飛 | 四 球 | 敬 遠 | 死 球 | 三 振 | 併 殺 打 | 打 率 | 出 塁 率 | 長 打 率 | O P S |
| --------- | --------- | ----- | ----- | ----- | ----- | ----- | -------- | -------- | -------- | ----- | ----- | ----- | -------- | ----- | ----- | ----- | ----- | ----- | ----- | -------- | ----- | -------- | -------- | ----- |
| 1982      | 西武      | 39    | 72    | 61    | 10    | 19    | 6        | 0        | 3        | 34    | 11    | 2     | 3        | 3     | 0     | 7     | 0     | 1     | 12    | 1        | .311  | .391     | .557     | .949  |
| 1983      | 西武      | 102   | 203   | 170   | 23    | 37    | 6        | 1        | 6        | 63    | 27    | 2     | 0        | 9     | 4     | 17    | 0     | 3     | 31    | 2        | .218  | .294     | .371     | .664  |
| 1984      | 西武      | 81    | 241   | 207   | 32    | 55    | 5        | 4        | 7        | 89    | 28    | 2     | 3        | 18    | 1     | 13    | 1     | 2     | 15    | 7        | .266  | .314     | .430     | .744  |
| 1985      | 西武      | 94    | 174   | 140   | 26    | 34    | 8        | 0        | 3        | 51    | 13    | 6     | 2        | 7     | 1     | 25    | 1     | 1     | 19    | 4        | .243  | .359     | .364     | .724  |
| 1986      | 西武      | 109   | 243   | 208   | 42    | 58    | 7        | 3        | 10       | 101   | 29    | 7     | 1        | 11    | 1     | 20    | 1     | 3     | 28    | 1        | .279  | .349     | .486     | .835  |
| 1987      | 西武      | 93    | 171   | 154   | 17    | 38    | 7        | 0        | 5        | 60    | 21    | 7     | 5        | 11    | 0     | 6     | 0     | 0     | 17    | 1        | .247  | .275     | .390     | .665  |
| 1988      | 西武      | 56    | 93    | 87    | 12    | 31    | 4        | 0        | 4        | 47    | 11    | 1     | 2        | 1     | 1     | 4     | 1     | 0     | 8     | 2        | .356  | .380     | .540     | .921  |
| 1989      | 西武      | 62    | 121   | 102   | 10    | 21    | 3        | 0        | 1        | 27    | 6     | 2     | 1        | 10    | 1     | 8     | 0     | 0     | 12    | 2        | .206  | .261     | .265     | .526  |
| 1990      | 巨人      | 94    | 192   | 169   | 21    | 42    | 8        | 2        | 4        | 66    | 23    | 2     | 1        | 7     | 3     | 11    | 0     | 2     | 20    | 7        | .249  | .297     | .391     | .688  |
| 1991      | 巨人      | 65    | 106   | 89    | 10    | 21    | 3        | 1        | 2        | 32    | 6     | 1     | 1        | 4     | 0     | 13    | 2     | 0     | 12    | 1        | .236  | .333     | .360     | .693  |
| 1992      | 巨人      | 70    | 160   | 147   | 14    | 34    | 9        | 0        | 4        | 55    | 20    | 0     | 0        | 2     | 1     | 10    | 2     | 0     | 18    | 1        | .231  | .278     | .374     | .653  |
| 1993      | 巨人      | 69    | 71    | 62    | 8     | 9     | 1        | 0        | 1        | 13    | 4     | 1     | 0        | 2     | 1     | 6     | 0     | 0     | 5     | 3        | .145  | .217     | .210     | .427  |
| 1994      | 巨人      | 33    | 27    | 23    | 1     | 2     | 0        | 0        | 0        | 2     | 1     | 0     | 1        | 2     | 0     | 2     | 0     | 0     | 2     | 0        | .087  | .160     | .087     | .247  |
| 1995      | ロッテ    | 25    | 25    | 22    | 1     | 2     | 0        | 0        | 0        | 2     | 2     | 1     | 0        | 0     | 1     | 2     | 0     | 0     | 4     | 2        | .091  | .160     | .091     | .251  |
| 通算:14年 | 通算:14年 | 992   | 1899  | 1641  | 227   | 403   | 67       | 11       | 50       | 642   | 202   | 34    | 20       | 87    | 15    | 144   | 8     | 12    | 203   | 34       | .246  | .308     | .391     | .700  |

### 表彰
- ゴールデングラブ賞：1回 （1986年　外野手部門）

### 記録
- 初出場・初先発出場：1982年4月3日、対日本ハムファイターズ前期1回戦（後楽園球場）、9番・右翼手として先発出場
- 初安打・初本塁打・初打点：同上、4回表に高橋里志からソロ

### 背番号
- 69 （1980年 - 1981年）
- 23 （1982年 - 1989年、1995年）
- 29 （1990年 - 1992年、1994年）
- 12 （1993年）
- 73 （1996年）
- 74 （1997年 - 2001年）
- 88 （2002年 - 2003年）
- 83 （2004年 - 2008年）